# Château de Waldenbourg
Le château de Waldenbourg (Schloß Waldenburg) est un château de Souabe dans le bourg de Waldenbourg, aujourd'hui dans le Bade-Wurtemberg en Allemagne. Il appartient toujours à la famille Hohenlohe représentée par le chef de famille, le prince Frédéric-Charles de Hohenlohe-Waldenbourg-Schillingsfürst depuis 1982. 

## Histoire
Les terres de Waldenbourg entrent en possession des seigneurs de Hohenlohe vers 1250 et un château fort est bâti en 1253 sur l'éperon rocheux qui domine la vallée. Waldenbourg obtient les privilèges de ville en 1330. Le château est réaménagé au XVIe siècle et au XVIIIe siècle. L'église du château, dédiée à saint Michel, est baroquisée entre 1781 et 1782 avec des stucs de Christian Dornacher. 
Le château est rénové au XIXe siècle, lorsqu'une branche cadette en hérite, après l'extinction de la branche aînée. Il est reconstruit entre 1948 et 1963, après les bombardements de l'artillerie américaine de 1945 qui tombèrent sur le village détruit à 80 %. 
Un musée de sigillographie (ou sphragistique), ouvert au public en 1972, regroupe de nombreux sceaux et documents de l'ancienne collection du prince Kraft de Hohenlohe-Waldenbourg.